# El Mocúzarit
No debe confundirse con la presa Mocúzari, ubicada en el mismo lugar.
El Mocúzarit o también llamada Conicárit (del idioma mayo Koni karí: "Casa o lugar del cuervo"), es una ranchería del municipio de Álamos ubicada en el sureste del estado mexicano de Sonora, cercana a los límites entre los estados de Chihuahua y Sinaloa. La ranchería es la tercera localidad más poblada del municipio ya que según datos del Instituto Nacional de Estadística y Geografía (INEGI), en 2020 El Mocúzarit (Conicárit) contaba con 652 habitantes. Se encuentra a 38.2 kilómetros al noroeste de la ciudad de Álamos, cabecera del municipio, y a 363 km al sureste de Hermosillo, la capital del estado.
Fue fundada en el siglo XVIII y quedó deshabitada a principios de los años 1920. La localidad se reactivó gracias a que se estableció aquí la presa Mocúzari o Adolfo Ruíz Cortínes en 1959. A consecuencia de esto, el antiguo pueblo de Conicárit fue trasladado a inmediaciones de El Mocúzarit ya que el anterior se ubicaba en un lugar que sería ocupado por la presa.
Conicárit había sido fundado en 1629 por el misionero jesuita Miguel Godínez bajo el nombre de San Andrés de Conicari mientras se avanzaba con la colonización de la Nueva España, se utilizaba para evangelizar a los indígenas nativos. Fue cabecera de su propio municipio de 1903.

## Geografía
El Mocúzarit (Conicárit) se ubica en el sureste del estado de Sonora, en el noroeste del territorio del municipio de Álamos y cercano a los límites con el municipio de Navojoa, en la zona de la presa Adolfo Ruiz Cortines, también llamada "Presa Mocúzari", sobre las coordenadas geográficas 27°12'58" de latitud norte y 109°0'53" de longitud oeste del meridiano de Greenwich, a una altura media de 116 metros sobre el nivel del mar. Cerca fluye de norte a sur el río Mayo, proveniente de dicha presa. Al norte se encuentra el Cerro La Cruz con 135 metros de elevación, y al suroeste el Cerro Mochotame con 147.